# Gardouch
Gardouch település Franciaországban, Haute-Garonne megyében. Lakosainak száma 1360 fő (2022. január 1.). Gardouch Saint-Rome, Lagarde, Montclar-Lauragais, Montesquieu-Lauragais, Renneville, Seyre, Vieillevigne és Villefranche-de-Lauragais községekkel határos.

## Népesség
A település népességének változása:
| Lakosok száma | 711  | 727  | 889  | 1233 | 1279 | 1267 | 1268 | 1283 | 1312 | 1360 |
|               | 1968 | 1982 | 1990 | 2006 | 2013 | 2015 | 2017 | 2019 | 2020 | 2022 |